# 秘魯國家體育場
祕魯國家體育場是位於祕魯利馬的綜合體育場。根據秘魯足協的說法，體育場目前的容量為40,086人，不包括可容納數千人的小屋。體育場於1952年10月27日首次落成，用於舉辦1953年南美足球錦標賽和取代了舊國家體育場。

## 外部連結
维基共享资源上的相關多媒體資源：秘魯國家體育場
- Peruvian Football Federation （页面存档备份，存于） （西班牙語）

12°04′02.2″S 77°02′01.4″W / 12.067278°S 77.033722°W